# ماريون بيثيون
ماريون بيثيون هو محامي وقاضي وسياسي أمريكي، ولد في 8 أبريل 1816، وتوفي في 20 فبراير 1895 في تالبوتون في الولايات المتحدة. نشط حزبياً في الحزب الجمهوري. وقد انتخب عضو مجلس نواب جورجيا ‏ وانتخب عضو مجلس النواب الأمريكي ‏.